# Tomasz Swędrowski (piłkarz)
Tomasz Swędrowski (ur. 25 listopada 1993 w Zduńskiej Woli) – polski piłkarz, występujący na pozycji pomocnika w polskim klubie Wieczysta Kraków.

## Statystyki

### Klubowe
Na podstawie:
| Klub          | Sezonów | Liga        | Liga  | Liga   | Puchar krajowy | Puchar krajowy | Kontynentalne | Kontynentalne | Suma  | Suma   |
| Klub          | Sezonów | Liga        | Mecze | Bramki | Mecze          | Bramki         | Mecze         | Bramki        | Mecze | Bramki |
| ------------- | ------- | ----------- | ----- | ------ | -------------- | -------------- | ------------- | ------------- | ----- | ------ |
| Warta Sieradz | 3       | III liga    | 55    | 1      | 0              | 0              | –             | –             | 55    | 1      |
| MKS Kluczbork | 3       | II liga     | 72    | 8      | 1              | 0              | –             | –             | 115   | 12     |
| MKS Kluczbork | 2       | I liga      | 42    | 4      | 1              | 0              | –             | –             | 115   | 12     |
| Stal Mielec   | 2       | I liga      | 21    | 0      | 2              | 0              | –             | –             | 23    | 0      |
| Bytovia Bytów | 1       | I liga      | 7     | 0      | 0              | 0              | –             | –             | 7     | 0      |
| Motor Lublin  | 1       | III liga    | 18    | 5      | 3              | 0              | –             | –             | 83    | 20     |
| Motor Lublin  | 1       | II liga     | 62    | 15     | 3              | 0              | –             | –             | 83    | 20     |
| Ruch Chorzów  | 2       | I liga      | 26    | 5      | 2              | 0              | –             | –             | 46    | 9      |
| Ruch Chorzów  | 2       | Ekstraklasa | 18    | 4      | 2              | 0              | –             | –             | 46    | 9      |
|               | Łącznie | Łącznie     | 321   | 42     | 8              | 0              | 0             | 0             | 329   | 42     |

## Sukcesy
Na podstawie:

### Klubowe
Brak większych osiągnięć.